# Jérémy Stravius
Jérémy Stravius (Abbeville, 14 de julho de 1988) é um nadador francês, campeão olímpico.

## Carreira
Nos Jogos Olímpicos de Londres 2012, ganhou a medalha de ouro com o revezamento 4x100m livres francês, ao participar das eliminatórias da prova.